# Padri e figli (romanzo)
Padri e figli (in russo Отцы и дети/Отцы и дѣти?, AFI: [ɐˈtsɨ i ˈdʲetʲi]) è un romanzo dello scrittore russo Ivan Sergeevič Turgenev, pubblicato per la prima volta nel 1862 sulla rivista Il messaggero russo. 
Una delle opere più acclamate della letteratura russa del XIX secolo, nonché la più famosa ed importante dell'intera produzione di Turgenev, vi si affronta il tema del nichilismo, nella sua accezione atea, materialista, positivista e rivoluzionaria.
L'argomento verrà poi ripreso approfondito e criticato da altri autori russi nel corso di quegli stessi anni sessanta del XIX secolo. L'opera scatenò diverse polemiche in Russia e all'estero, che costrinsero Turgenev a dare spiegazioni e a trasferirsi a Parigi.

## Trama
(Ivan Turgenev in Padri e figli)
La storia inizia il 20 maggio 1859, quando Nikolaj Petrovič Kirsanov, un modesto possidente terriero, aspetta il ritorno del figlio Arkadij, di ritorno da San Pietroburgo dove si è appena laureato all'Università. In sua compagnia c'è l'amico Evgénij Bazàrov, un giovane studente di medicina, personaggio centrale del romanzo. Egli è di idee materialiste e antitradizionaliste, e si autodefinisce nichilista.
Lui e Arkadij si recano nella tenuta dei Kirsanov, dove vivono anche Pavel Petrovič, lo zio di Arkadij, un accanito conservatore e nostalgico aristocratico, e Fenečka, una giovane serva messa incinta dal vedovo Nikolaj, uomo mite e tranquillo, che tenta con scarsi esiti di gestire la sua masseria applicando sistemi liberali. Ben presto si accende una disputa tra l'animo rivoluzionario di Bazarov e l'orgoglioso Pavel, così i due giovani preferiscono partire per recarsi a trovare i genitori di Bazarov.
La scena si sposta in una città (denominata semplicemente ***), dove i due giovani conoscono Koljazin, parente dei Kirsanov e importante diplomatico, la Kukšina, stravagante donna emancipata, e Sitnikov, goffo giovane seguace delle idee di Bazarov. L'incontro più importante però è con Anna Sergeevna Odincova, una donna giovane e affascinante, dalla mente aperta e brillante, che invita i due giovani presso di lei. Nella sua tenuta, vive anche la sorella Katja, diciannovenne dall'animo mite e più giovane di lei di dieci anni.
Passano i giorni e ben presto comincia a rivelarsi una simpatia tra Arkadij e Katja e soprattutto di Bazarov verso Anna. Egli si spinge, contro i suoi stessi principi che irridevano tutto ciò che era romantico, a dichiararle il suo amore: ella è sconcertata. I due giovani decidono così di partire di nuovo verso la tenuta dei genitori di Bazarov. I due genitori, Arina e Vasilij, medico in pensione, sono anziani e religiosi, ed entrambi si commuovono molto al ritorno del figlio. Bazarov e Arkadij tornano poi dai Kirsanov, dove Bazarov amava fare i suoi esperimenti con gli animali e le piante.
Dopo un incontro con Fenečka, lui e Pavel si sfidano a duello. Pavel viene ferito, ma Bazarov gli risparmia la vita, tornandosene a casa. Intanto Arkadij si reca da Katja, rivelandole il suo amore. Bazarov si ammala di tifo e muore, raggiunto al capezzale dalla Odincova. Il capitolo finale svela le vicende dei vari personaggi: Fenečka e Nikolaj si sposano, così come Arkadij e Katja. Pavel compie un viaggio per l'Europa, prima a Mosca e poi a Dresda. La Odincova va a Mosca e si sposerà. Il romanzo si conclude con i genitori di Bazarov che rendono omaggio alla sua tomba.

## Opere derivate
Nel 1958, dal romanzo è stato tratto l'omonimo sceneggiato Rai diretto da Guglielmo Morandi, con Mario Feliciani, Alessandro Ninchi, Alberto Lupo, Franco Volpi, Carla Gravina e Eleonora Rossi Drago.
Sempre nel 1958, è uscito il film sovietico Otcy i deti (Отцы и дети), diretto da Adol'f Solomonovič Bergunker e Natal'ja Raševskaja, con Viktor Avdjuško, Nikolaj Sergeev, Ekaterina Korčagina-Aleksandrovskaja, Ėduard Marcevič, Aleksej Konsovskij.
Nel 1977 è stato presentato al pubblico il film per la televisione, Väter und Söhne, diretto da Claus Peter Witt; interpreti Dieter Laser, Sigmar Solbach, Paul Edwin Roth e Karl-Michael Vogler.
Nel 1988, il regista e scrittore canadese George F. Walker ha presentato Nothing Sacred, adattamento teatrale del romanzo; nel 1987, il drammaturgo irlandese Brian Friel ha composto Fathers and Sons.

## Edizioni in italiano
- Il nichilismo. I padri e i figli, trad. Francesco Montefredini, Milano, Tipografia Editrice Lombarda, 1879.
- Padri e figli, trad. Francesco Francesconi, 1906.
- Padri e figli, trad. Federigo Verdinois, Milano, Fratelli Treves Editori, 1908.
- Padri e figli, trad. Giuseppe Pochettino, Torino, Slavia, 1928; Biblioteca Giovani n.28, Torino, Einaudi, 1977; Introduzione di Franco Cordelli, Einaudi, 1997-2021.
- Padri e figli, trad. Cesare Cortassa, Milano, Bietti, 1929.
- Padri e figli, trad. Olga Malavasi, Bologna, Cappelli, 1930.
- Padri e figli, trad. M. Bogavski, Firenze, Vallecchi, 1931.
- Padri e figli, trad. Rinaldo Küfferle, Milano, Mondadori, 1933.
- Padri e figli, trad. Oscar Landi, Firenze, Nerbini, 1948.
- Padri e figli, trad. Silvio Polledro, Milano, BUR-Rizzoli, 1953.
- Padri e figli, in Tutti i romanzi, trad. Laura Simoni Malavasi, Milano, Mursia, 1959; Milano, Garzanti, 1973.
- Padri e figli, trad. Valentina Bianconcini Chini, Bologna, Capitol, 1964.
- Padri e figli, trad. Paola Cometti, Torino, UTET, 1965.
- Padri e figli, trad. Giacinta De Dominicis Jorio, Edizioni Paoline, 1968.
- Padri e figli, trad. Elsa Mastrocicco, Milano, Fabbri Editori, 1969.
- Padri e figli, trad. Maria L. De Benedetti, Ginevra, Edizioni Ferni, 1974; Milano, C.D.C., 1985.
- Padri e figli, in Opere. Romanzi e racconti, vol. II', trad. Bernardino Bernardini, Roma, Editori Riuniti, 1988.
- Padri e figli, trad. Margherita Crepax, Collana I grandi libri n.19, Milano, Garzanti Libri, 1989.
- Padri e figli, trad. Mirco Gallenzi, Collana I Classici Classici, Milano, Frassinelli, 1997; Milano, Mondadori, 2019.
- Padri e figli, trad. Margherita De Michiel, Introduzione di Maria Di Salvo, Roma, Gruppo L'Espresso-La Repubblica, 2004.
- Padri e figli, trad. Paolo Nori, Collana UEF. I Classici n.2215, Milano, Feltrinelli, 2009, ISBN 978-88-078-2215-5.
- Padri e figli, trad. R. Molteni Grieco, Controluce, 2013, ISBN 978-88-628-0058-7.
- Padri e figli, trad. A. Pugliese, Gingko Edizioni, 2015, ISBN 978-88-952-8856-7.